# Władysław Studziński
Władysław Sylwester (Sylweriusz) Studziński h. Prus (ur. 20 czerwca 1879 w Sanoku, zm. 13 czerwca 1963) – polski doktor praw, urzędnik, podsekretarz stanu w Prezydium Rady Ministrów II Rzeczypospolitej, wiceminister.

## Życiorys

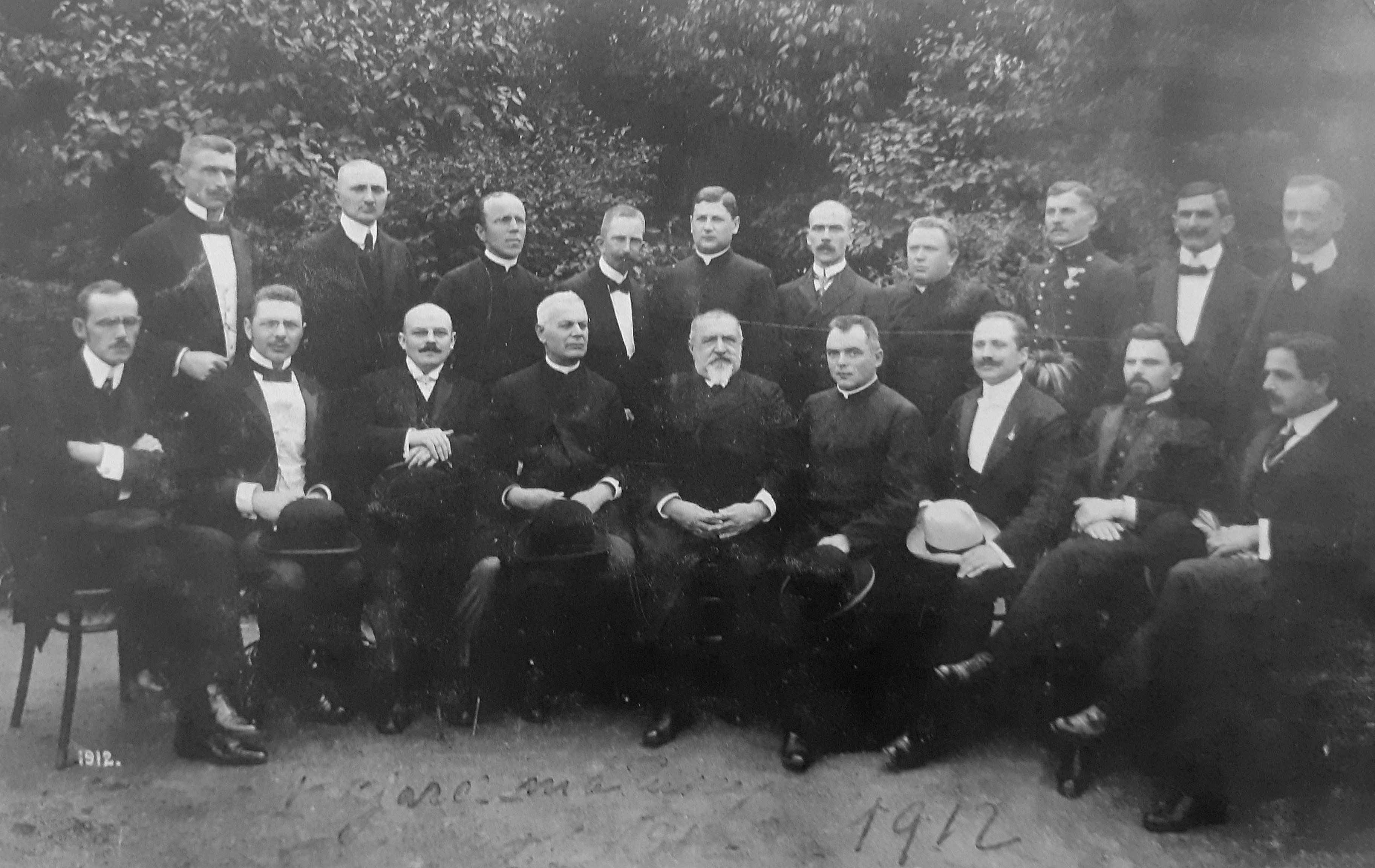
Zjazd absolwentów sanockiego gimnazjum z 1897 w 1912

Władysław Sylwester (wzgl. Sylweriusz) Studziński-Prus urodził się 20 czerwca 1879 w Sanoku, w rodzinie Leona Studzińskiego i Jadwigi z Gałeckich (zm. 1910), córki Ludwika. Jego rodzeństwem byli: Wanda Henryka (ur. ok. 1868), od 1890 zamężna z Wojciechem Teofilem Sas Pawlikowskim, późniejszym radcą sądu krajowego, synem adwokata Dionizego Pawlikowskiego, Stanisław (zm. 1871 w wieku przeszło 1 roku), Zygmunt Ludwik (1873–1954), prawnik, kontroler poczt w Krakowie, Tadeusz Leon (ur. 1881), Stanisława Stefania (1883–1885). Po ojcu legitymował się herbem szlacheckim Prus (rodzina matki była herbu Junosza).
W Sanoku uczył się w szkole powszechnej. Następnie kształcił się w miejscowym C. K. Gimnazjum, gdzie w 1897 ukończył chlubnie VIII klasę i zdał z odznaczeniem egzamin dojrzałości (w jego klasie byli m.in. Józef Bielawski, Bronisław Gaweł, Paweł Kindelski). Podczas nauki gimnazjalnej na przełomie 1893/1894 otrzymał stypendium z fundacji Zawadzkiego i pobierał je jeszcze w ostatniej klasie VIII. Po odejściu ojca ze stanowiska starosty sanockiego w 1896 i wyprowadzce krewnych do Krakowa w ostatnim roku nauki w sanockim gimnazjum pozostawał w mieście pod opieką dr. Aleksandra Iskrzyckiego. Po maturze miał podjąć studia medycyny. Uchwałą Rady Miejskiej w Sanoku z 1899 został uznany przynależnym do gminy Sanok. Na przełomie XIX/XX w. był słuchaczem studiów prawa na Wydziale Prawa Uniwersytetu Jagiellońskiego. Ukończył studia prawnicze uzyskując stopień naukowy doktora.
Od około 1902 był przydzielony do urzędu starostwa c. k. powiatu krakowskiego, gdzie początkowo pracował w randze praktykanta konceptowego, a następnie od około 1905 jako koncypient namiestnictwa. Potem od około 1907 do co najmniej 1914 w randze komisarza powiatowego sprawował stanowisko kierownika biura Administracji Klinik Uniwersyteckich w Krakowie (przy Collegium Medicum Uniwersytetu Jagiellońskiego). W tym okresie pracował też przy reorganizacji administracji, był sekretarzem Akademii Sztuk Pięknych w Krakowie. Był inicjatorem i organizatorem zjazdu koleżeńskiego maturzystów sanockich z 1897, zorganizowanego 3 lipca 1912. Do 1918 w randze sekretarza namiestnictwa extra statum pozostawał przydzielony do Administracji Klinik Uniwersyteckich w Krakowie.
Podczas I wojny światowej był kierownikiem referatu aprowizacyjno-rolniczego w Krakowie. W tym okresie był członkiem Książęco-Biskupiego Komitetu Pomocy dla Dotkniętych Klęską Wojny.
Po odzyskaniu przez Polskę niepodległości wstąpił do służby centralnej II Rzeczypospolitej. Od kwietnia 1919 był zatrudniony w Ministerstwie Aprowizacji w Krakowie. Potem był starszym radcą ministerialnym, od października 1919 naczelnikiem wydziału, szefem sekcji. W 1920 pełnił funkcję sekretarza Rady Obrony Państwa. Później pełnił funkcje podsekretarza stanu w Prezydium Rady Ministrów: pierwszym rządzie Wincentego Witosa (1920–1921), w rządzie Juliana Nowaka (1922), drugim rządzie Władysława Grabskiego (1923–1925), rządzie Aleksandra Skrzyńskiego (1925–1926). W 1922 był dyrektorem departamentu w Prezydium Rady Ministrów. 15 lipca 1923 uczestniczył w Sanoku w uroczystości poświęcenia sztandaru miejscowego 2 Pułku Strzelców Podhalańskich. Wraz z nuncjuszem apostolskim w Polsce abpem Lorenzo Laurim pracował nad uzgodnieniem stanowisk i dokonał opracowania dokumentu konkordatu zawartego między Stolicą Apostolską i Rzecząpospolitą Polską. W pracach nad jego przyjęciem był referentem w 1924 w Komitecie Politycznym Rady Ministrów i w 1925 przy ratyfikacji przez Sejm Rzeczypospolitej Polskiej. W 1924 pełnił stanowisko wiceministra. Z dniem 1 stycznie 1927 przeszedł w stan spoczynku.
Jako emerytowany wiceminister zamieszkiwał w willi nazwanej „Sanoczanka”, położonej przy ulicy Mikołaja Kopernika 7 w Zalesiu Dolnym. Podczas II wojny światowej 6 czerwca 1940 w warszawskiej parafii poślubił Janinę Basińską (córka pracującego niegdyś w Sanoku inż. Władysława Adamczyka, a od 1900 zamężną ze Stanisławem Basińskim, profesorem sanockiego gimnazjum od 1893, zmarłym w 1934). Zmarł 13 czerwca 1963.

## Ordery i odznaczenia
- Krzyż Komandorski z Gwiazdą Orderu Odrodzenia Polski (7 lipca 1925)[44][2]
- Krzyż Komandorski Orderu Odrodzenia Polski (29 grudnia 1921)[45][2]

- Krzyż Wielki Orderu Świętego Sylwestra (Watykan, przed 1939)[2]
- Krzyż Wielki Orderu Świętego Sawy (Królestwo Jugosławii, przed 1939)[2]
- Wielki Oficer Order Leopolda (Królestwo Belgii, przed 1939)[2]
- Wielki Oficer Orderu Gwiazdy Rumunii (Królestwo Rumunii, przed 1939)[2]
- Wielki Oficer Orderu Gwiazdy Włoch (Królestwo Włoch, przed 1939)[2]
- Wielki Oficer Krzyża Zasługi (Republika Austriacka, przed 1939)[2][46]
- Komandor Orderu Legii Honorowej (III Republika Francuska, przed 1939)[2]
- Oficer Orderu Legii Honorowej (III Republika Francuska, przed 1939)[2]

- Krzyż Kawalerski Orderu Franciszka Józefa (Austro-Węgry, 1916)[47]
- Złoty Krzyż Zasługi Cywilnej (Austro-Węgry, ok. 1903)[26][32]
- Krzyż Jubileuszowy dla Cywilnych Funkcjonariuszów Państwowych (Austro-Węgry, przed 1918)[32]